# Time Is on My Side
Time Is on My Side est une chanson écrite et composée par Jerry Ragovoy sous le pseudonyme « Norman Meade ». Elle est enregistrée pour la première fois en 1963 par le tromboniste de jazz Kai Winding. Sa version la plus connue est la reprise qu'en ont faite les Rolling Stones l'année suivante. Leur version inclut des paroles supplémentaires écrites par Jimmy Norman pour la reprise d'Irma Thomas, parue entre-temps.

## Reprise des Rolling Stones
Singles de The Rolling Stones
It's All Over Now
(1964) Heart of Stone
(1964)
Singles des Rolling Stones (1982)
Going to a Go-Go
(1982) Undercover of the Night
(1983)

### Contexte
La version de la chanson interprétée par Irma Thomas attire l'attention des Rolling Stones qui achètent souvent de la musique importée des États-Unis dans les magasins de Soho. Le groupe découvre la chanson pendant son passage à Los Angeles lors de la première tournée américaine. Selon Garth Cartwright du Financial Times, « le refrain accrocheur de Thomas, la saveur blues et le rejet insensible d'un amant » conviennent au groupe.

### Enregistrement et parution de la première version
Ils enregistrent la chanson pour la première fois en juin 1964, quelques jours après l'avoir entendue lors de leur passage à Los Angeles, dans les studios Regent Sound de Londres (et non aux studios Chess à Chicago). Ils utilisent une intro plus brève uniquement à l'orgue et des guitares à la place des cuivres pour créer une chanson rock, avec le chanteur Mick Jagger reprenant la répétition de Thomas. Cet arrangement moins aboutie est sorti en single aux États-Unis, le 25 septembre 1964, et est inclus le mois suivant sur leur album américain 12 X 5. La chanson marque la première entrée des Rolling Stones dans le Top 10 américain (It's All Over Now s'était classé no 26) en se classant no 6 des ventes, avec en face B une nouvelle composition signée Jagger/Richards intitulée Congratulation, qui sera inédite au Royaume-Uni pendant dix ans. Cette version étant jugée inaboutie par le groupe, une autre séance chez Chess est organisée le 8 novembre 1964, pour une parution dans l'album The Rolling Stones No. 2. C'est cette dernière qui est reprise sur la plupart des compilations du groupe.

### Enregistrement et parution de la seconde version
La première version jugée inaboutie par le groupe, une seconde version (plus travaillée et comportant de la guitare dans l'intro) est enregistré au studio Chess à Chicago le 8 novembre 1964. Cette version est sorti au Royaume-Uni le 15 janvier 1965 sur l'album The Rolling Stones No. 2. Cette version est celle qui est la plus diffusée et apparaît sur la plupart des compilations « best of ». Les deux versions intègrent des éléments de l'enregistrement d'Irma Thomas, notamment des répétitions de paroles dans le refrain, un monologue au milieu de la chanson et une guitare solo distinctive.

### Postérité
Le groupe publiera en 1982 une version live de la chanson en single extraite de l'album Still Life: American Concert 1981. Celle-ci atteint la 62e place du UK Singles Chart.
La chanson faisait partie de la British Invasion, au cours de laquelle les reprises anglaises de chansons noires américaines ont reçu plus d'attention à la radio américaine que l'originale. Thomas a refusé de chanter sa version après l'enregistrement des Rolling Stones pendant plusieurs décennies, déclarant aux intervieweurs que le groupe ne l'a pas reconnue malgré l'octroi de créneaux de soutien à d'autres chanteurs comme Tina Turner. En 1992, elle a recommencé à l'interpréter après une apparition dans une émission télévisée dans laquelle l'animatrice Bonnie Raitt l'a présentée comme la chanteuse originale.

### Fiche de production
- Mick Jagger : chant
- Brian Jones : guitare rythmique, tambourin, chœurs
- Keith Richards : guitare solo, chœurs
- Bill Wyman : basse, chœurs
- Ian Stewart : orgue
- Charlie Watts : batterie

### Classement
| Chart (1964–65)                        | Peak position |
| -------------------------------------- | ------------- |
| Belgique (Flandre Ultratop 50 Singles) | 5             |
| Canada (Top Singles)                   | 3             |
| Finlande (Soumen Virallinen)           | 20            |
| France                                 | 4             |
| Allemagne (Media Control AG)           | 28            |
| Pays-Bas (Single Top 100)              | 6             |
| Nouvelle-Zélande (Lever Hit Parade)    | 2             |
| Suède (Kvällstoppen)                   | 17            |
| Suisse                                 | 3             |
| États-Unis (Hot 100)                   | 6             |

## Autres reprises
La chanson est utilisée dans le film « Le Témoin du mal » de Gregory Hoblit, avec Denzel Washington et John Goodman, chantée ou sifflée par l'esprit du démon Azazel lorsqu'il prend possession des gens.
Elle est également utilisée dans une publicité pour Novotel en 2018.
En 1965, le groupe Four + One, avec entre autres le chanteur Keith Hopkins et le bassiste John Wood, reprend la chanson en single en face A avec en face B une reprise de Chuck Berry, Don't You Lie to Me, mais ne fera pas de grosses ventes. Le groupe changea de style et après un changement de musiciens, opta pour le nom The In Crowd avec Steve Howe à la guitare John Alder à la batterie.
Wilson Pickett a fait une reprise en 1967 sur l'album : The Wicked Pickett.
La reprise d'Irma Thomas est entendu dans le premier épisode de la saison 2 de la série de la franchise Start Trek : Star Trek: Picard.

### Sources
- (en) Philippe Margotin et Jean-Michel Guesdon, The Rolling Stones All the Songs: The Story Behind Every Track, Philadelphia, PA, Running Press, 25 octobre 2016 (ISBN 978-0-316-31773-3, lire en ligne)